# Parella d'enamorats dels jocs de flors d'ametller
Parella d'enamorats dels jocs de flors d'ametller és una escultura monumental de Joan Miró que es troba a l'esplanada de vianants del barri de la Défense de París, just davant d'un centre comercial. L'obra es troba al mateix eix que l'Arc de Triomf de l'Étoile, l'obelisc de la Place de la Concorde i l'arc de Carroussel.
L'obra, descrita com el primer monument construït a França en honor de l'humor i la vida, va ser inaugurada el 13 de novembre de 1978 en presència del llavors ministre francès de cultura i comunicació, Jean-Philippe Lecat.
 No obstant això, l'obra s'havia començat a gestar quatre anys abans, quan Miró va rebre l'encàrrec d'una obra monumental pel barri de La Défense, del qual en resultà la Maqueta per a Parella d'enamorats dels jocs de flors d'ametller que es conserva a la Fundació Joan Miró de Barcelona.

## Descripció
L'obra en qüestió és un conjunt de 12 metres d'alçada i vuit tones de pes elaborat amb resina de polièster armat. El formen dos grans titelles però íntimament relacionats pel moviment centrífug que domina la peça. Una de les figures, marcadament vertical i amb connotacions fàl·liques, correspondria a un personatge masculí; mentre que la figura que inclou una lluna creixent seria un personatge femení. D'aquesta manera, l'obra evoca el concepte de fertilitat a una escala genèrica, pràcticament còsmica. A més, la seva ubicació en una zona de vianants permet que vianants i obra dialoguin, i que aquesta última faci de mitjancera tant entre les dimensions dels vianants i les dels grans edificis d'oficines propis d'aquest barri de l'oest de París com entre el dinamisme i vitalitat de les seves formes i colors i la sobrietat, rigor i monotonia de l'arquitectura que l'envolta.
Normalment, Joan Miró sempre havia realitzat les obres emplaçades en espais públics emprant el bronze i la ceràmica. Tanmateix, l'elevat cost i el pes d'aquests materials amb relació a l'obra projectada, sumats a la bona predisposició de l'artista per endinsar-se en noves possibilitats expressives, el portaren a treballar amb resina de polièster, un material més lleuger, manejable i que proporciona uns colors més brillants i estables. L'obra és acolorida amb els colors propis del llenguatge mironià, emmarcats amb línies negres, que li aporten una gran càrrega expressiva d'alegria i moviment.

## Maqueta

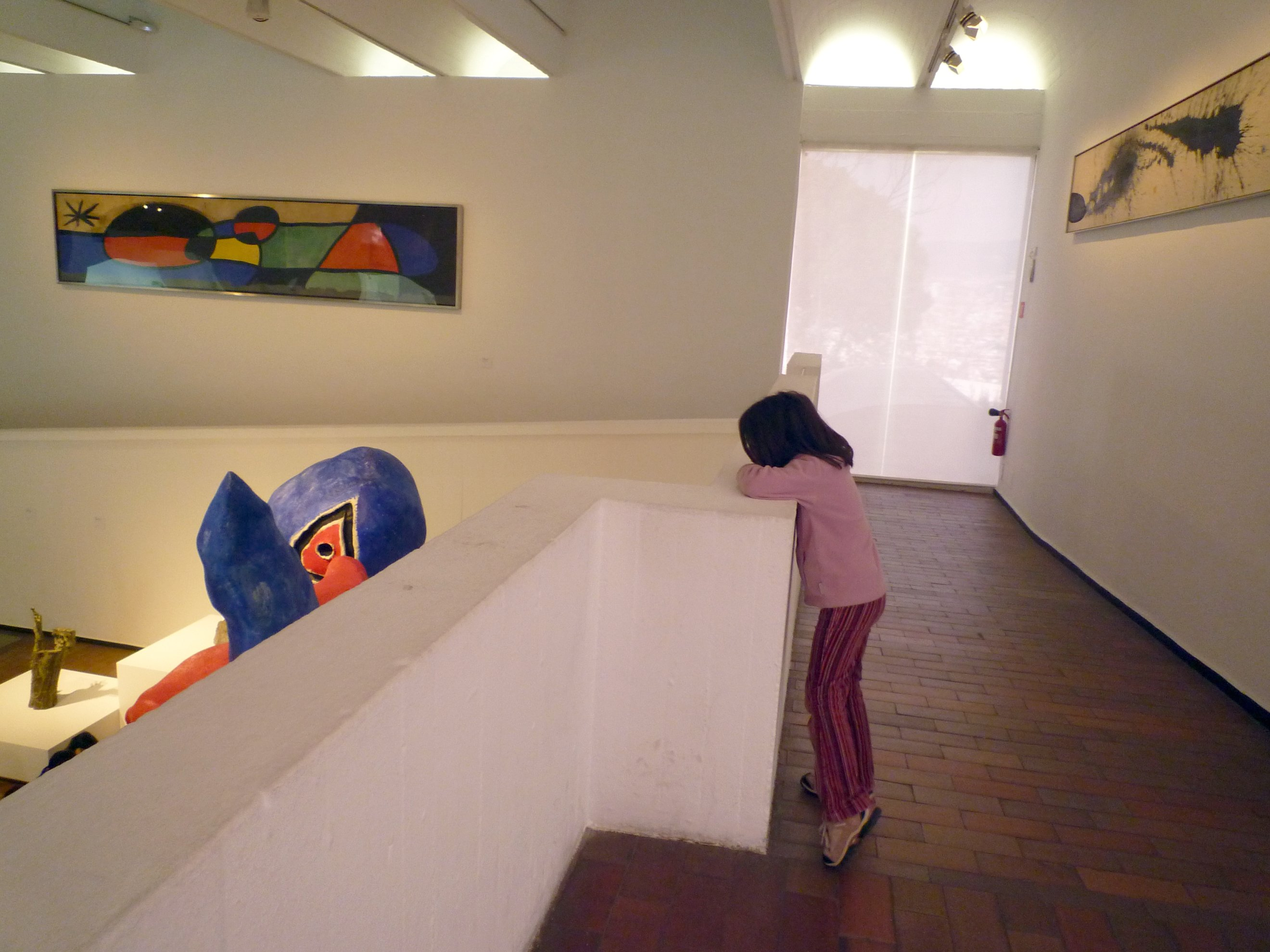
Vista parcial de la part superior de l'obra, a la Fundació Joan Miró

La maqueta és quatre vegades més petita que l'obra acabada, i mesura 300 x 160 x 140 cm. Està exposada a la Fundació Joan Miró.

## Inauguració
| «             | En aquest ambient de ciment armat, l'obra de Miró hi aporta la tendresa. | » |
| — Yaacov Agam |                                                                          |   |

L'artista, llavors malalt, no va poder presenciar la inauguració pública de l'escultura a la capital francesa, un esdeveniment que aplegà unes mil persones i que presentà un caire festiu gràcies a la presència del grup de putxinel·lis Claca, que en aquell moment es trobaven a París tot representant Mori el Merma, un espectacle teatral inspirat en l'Ubu roi d'Alfred Jarry. La comitiva es dirigí a La Défense en un comboi especial dels trens RER des de l'escació de Les Halles i els putxinel·lis, vestits amb indumentària mironiana, imitaren en mom l'acte de descobriment del conjunt, acompanyats de l'Othello-Fine Fanfare i de focs artificials.